# Nam Joon-jae
Đây là một tên người Triều Tiên, họ là Nam.
Nam Joon-jae (sinh ngày 7 tháng 4 năm 1988) là một cầu thủ bóng đá Hàn Quốc thi đấu cho đội bóng tại K League 2 Seongnam FC.